# グランドスラム・パリ2019
グランドスラム・パリ2019は2019年2月9日から10日の2日間にわたって、フランスはパリのアコーオテル・アレナで開催された柔道の国際大会。

## 大会結果

### 男子
| 階級        | 金                           | 銀                               | 銅                                                |
| ----------- | ---------------------------- | -------------------------------- | ------------------------------------------------- |
| 60kg以下級  | 高藤直寿                     | エルドス・スメトフ               | ダシダワー・アマルトゥブシン テムール・ノザーゼ   |
| 66kg以下級  | デニス・ビエル               | バジャ・マルグベラシビリ         | ゲオルグリー・ザンタラヤ バールーフ・シュマイロフ |
| 73kg以下級  | 橋本壮市                     | ツェンドオチル・ツォグトバータル | ファビオ・バシレ ラシャ・シャフダトゥアシビリ     |
| 81kg以下級  | ドミニク・レッセル           | サギ・ムキ                       | アラン・フベツォフ サイード・モラエイ             |
| 90kg以下級  | 郭同韓                       | イスラーム・ボズバエフ           | 長澤憲大 トート・クリスティアーン                 |
| 100kg以下級 | ヴァルラーム・リパルテリアニ | ウルフ・アロン                   | ピーター・パルチック チョ・グハム                 |
| 100kg超級   | 金成民                       | 原沢久喜                         | 影浦心 ウシャンギ・コカウリ                       |

### 女子
| 階級       | 金                     | 銀                       | 銅                                                  |
| ---------- | ---------------------- | ------------------------ | --------------------------------------------------- |
| 48kg以下級 | 近藤亜美               | ディストリア・クラスニキ | オトゴンツェツェグ・ガルバドラフ メロディ・ボガルニ |
| 52kg以下級 | 志々目愛               | 角田夏実                 | オデッテ・ジュフリーダ アストリド・ネト             |
| 57kg以下級 | 出口クリスタ           | ジェシカ・クリムカイト   | 玉置桃 金知秀                                       |
| 63kg以下級 | クラリス・アグベニュー | ティナ・トルステニャク   | 鍋倉那美 アンドレヤ・レシキ                         |
| 70kg以下級 | 大野陽子               | マルゴー・ピノ           | 新添左季 バルバラ・ティモ                           |
| 78kg以下級 | マドレーヌ・マロンガ   | ルイーゼ・マルツァン     | 梅木真美 陳飛                                       |
| 78kg超級   | イダリス・オルティス   | イリーナ・キンゼルスカ   | 素根輝 金珉程                                       |

## 各国メダル数
| 順 | 国・地域         | 金 | 銀 | 銅 | 計 |
| -- | ---------------- | -- | -- | -- | -- |
| 1  | 日本             | 5  | 3  | 7  | 15 |
| 2  | フランス         | 2  | 1  | 2  | 5  |
| 3  | 韓国             | 2  | 0  | 3  | 5  |
| 4  | ジョージア       | 1  | 1  | 2  | 4  |
| 5  | カナダ           | 1  | 1  | 0  | 2  |
| 5  | ドイツ           | 1  | 1  | 0  | 2  |
| 7  | キューバ         | 1  | 0  | 0  | 1  |
| 7  | モルドバ         | 1  | 0  | 0  | 1  |
| 9  | カザフスタン     | 0  | 2  | 1  | 3  |
| 10 | イラン           | 0  | 1  | 2  | 3  |
| 11 | アゼルバイジャン | 0  | 1  | 1  | 2  |
| 11 | モンゴル         | 0  | 1  | 1  | 2  |
| 11 | スロベニア       | 0  | 1  | 1  | 2  |
| 14 | コソボ           | 0  | 1  | 0  | 1  |
| 15 | イタリア         | 0  | 0  | 2  | 2  |
| 16 | 中国             | 0  | 0  | 1  | 1  |
| 16 | ハンガリー       | 0  | 0  | 1  | 1  |
| 16 | イラン           | 0  | 0  | 1  | 1  |
| 16 | ポルトガル       | 0  | 0  | 1  | 1  |
| 16 | ロシア           | 0  | 0  | 1  | 1  |
| 16 | ウクライナ       | 0  | 0  | 1  | 1  |

## 81㎏級における疑惑の試合など
- 81㎏級準々決勝で世界チャンピオンであるイランのサイード・モラエイは、世界ランキング209位に過ぎないカザフスタンのラスラン・ムサエフに開始早々一本背負投で敗れたが、続く準決勝でイスラエルのサギ・ムキと対戦することを避けるための意図的な敗戦だったとの疑いがもたれている。モラエイはその後の3位決定戦でリオデジャネイロオリンピックで優勝したロシアのハサン・ハルムルザエフを小外刈で破った直後に右膝を負傷したというアピールをして医務室に向かったため、今大会で2位になったムキが待つ表彰台に姿を現すことはなかった。この一連の事態にIJF会長であるマリウス・ビゼールはTwitter上で、選手がいかにして敗れたかを説明するのは容易なことではないので、注意深くこのケースを分析して、この問題の正しい解決方法を見出すように努めると述べた。その一方で、選手の望みと国の方針が齟齬を来たす場合、自身や家族の立場を考慮すればモラエイが国の方針に背くのはほとんど不可能だとの見解も示した[2]。なお、モラエイは2018年10月のグランドスラム・アブダビ準決勝でベルギーのマティアス・カスと対戦するも、開始早々に左足首を挫いたとして棄権負けになっていた。IJFからはこの件に関して、決勝でムキとの対戦を避けるためのモラエイによる虚偽申告だと判断されることはなかった[3][4]。2019年5月にIJFは、イランオリンピック委員会とイラン柔道連盟からオリンピック憲章及び差別を容認しないオリンピック精神を全面的に尊重するとの回答が寄せられたことを公表した。具体的な国名こそ言及されていなかったものの、イスラエルに対する拒絶方針の方向転換を意味することは明らかであるとしている。これにより、長年に渡って続いてきたイラン選手によるイスラエル選手への対戦拒否に終止符が打たれる形になったとIJF側は評価している。イラン革命以来、イランはイスラエルを国家として容認しておらず、スポーツの世界でも1983年にウクライナ(旧ソ連)のキエフで開催されたレスリングの国際大会において両者が顔を合わせて以来、イランはイスラエルとの対戦を拒み続けてきた。イラン柔道連盟の会長であるアラシュ・ミレスマイリは2004年のアテネオリンピックの初戦でイスラエルの選手と対戦することになったため、体重超過を理由に対戦を避けた過去を有している。なお、IJFは交渉の過程で、もしイランが態度を改めなければオリンピックを含めた国際大会へのイランの参加を禁止する揺さぶりをかけていたとも言われる。但しイランの一部メディアは、イランによるオリンピック憲章に対する尊重の表明はいつも通りのことであるとして、方針転換に対して懐疑的な見方を示している[5][6][7][8]。7月にイランオリンピック委員会会長のサイド・レザ・サレヒ・アミリは、イラン指導部の政策に従い、従来通りイランの選手がシオニスト政権下(イスラエル)の選手とは対戦しないことをIJF会長のビゼールに通知したと語った。シオニスト政権下(イスラエル)の選手との対戦は控えることがイスラム諸国の判断であり、現に20カ国の選手がそうしているという[9][10]。

- 今大会で地元のフランス男子は7階級に計27名も出場しながら、大会が始まった1971年以来初めてメダルを1つも獲得できずに終わった(女子は金2つを含めて5つのメダルを獲得した)[11]。

## 外部サイト
- PARIS GRAND SLAM JUDO 2019
- GRAND SLAM PARIS